# 立体活字
立体活字（りったいかつじ、英: upright type、立体）とは、傾かずに垂直に正立した書体のことを指す。直立体、正体などとも呼ばれる。傾いた書体であるイタリック体および斜体と対比される。
ローマン体（＝セリフを持つ書体）と名称が混同されることも多い。

## 字形
下記の上段に立体、下段にイタリック体を示す（文意はパングラム）。

## 用法

### 強調
立体で書かれた文中での強調したい箇所は、イタリック体にするのであるが（イタリック体#用法）、逆にイタリック体で書かれた文中での強調したい箇所は、立体にする。

### 単位記号
単位記号およびSI接頭語は、その前後の文章で使われている活字書体にかかわらず、必ず立体で表記しなければならない。単位記号・SI接頭語が、「Ω」、「µ」のようなギリシャ文字となっている場合も同じである。
かつては日本の中学・高校の教科書ではリットルの表記にイタリック体や筆記体のエル（l、ℓ）が用いられているものがあったが、2006年以降は、立体・大文字で表記されている。詳しくはリットル#ℓ から L へを参照。
これに対して、量記号の表記には、イタリック体が用いられる。

### 生物学分野
生物学における学名のうち、属名以下（種名・種小名など）は、地の文と区別するためにイタリック体で表記し、それ以外（科以上の階級）は立体を用いる。

### 自然科学・工学分野
表記の定まった関数記号（log, sin, exp など）、数学定数（円周率 π、虚数単位 i など）など、内容が変化しないシンボル記号は立体で表記することが国際標準化機構（ISO）、日本産業規格（JIS）、日本物理学会などによって定められている。
例：　{\displaystyle f(x)=\mathrm {e} ^{\mathrm {i} x}=\cos x+\mathrm {i} \sin x\,,\quad A^{\mathrm {T} }.}
しかし、日本の数学分野における慣例では、円周率 π, 虚数単位 i, 自然対数の底 e, 微分作用素 d をはじめ多くの記号がしばしばイタリック体で表記される。
例：　{\displaystyle f(x)=e^{ix}=\cos x+i\sin x.}
またギリシャ文字の大文字は、立体が用いられ、小文字はイタリック体が用いられることが多い（例： {\displaystyle \Theta _{i}}）。
なおベクトル変数・行列変数・テンソル変数の表記については下記の様々なスタイルが見られ、イタリック体を採用せず立体とするものがある。
- {\displaystyle {\boldsymbol {y}}=A{\boldsymbol {x}}} （ベクトルは太字化）
- {\displaystyle {\boldsymbol {y}}={\mathsf {A}}{\boldsymbol {x}}} （ベクトルは太字化、行列・テンソルはサンセリフ立体）[6]
- {\displaystyle \mathbf {y} =\mathbf {Ax} } （ベクトル・行列・テンソルは、太字立体）[7]
- {\displaystyle {\vec {y}}=A{\vec {x}}} （ベクトルは矢印を加えて示す）

### 括弧
スタイルガイド The Chicago Manual of Style 15th edition は、括弧のフォントは中身ではなく周辺のテキストに合わせるべきだとしている（6.6節）。イタリック体の文字を立体の括弧で囲む際に文字が重なってしまう場合には、小さい空白文字を挿入すればよい。